# Paleis met gouden muren
"Paleis met gouden muren" is een nummer van de Nederlandse zangeres Conny Vandenbos uit 1966. Het nummer is geschreven door Hanny Meijler en Peter Koelewijn en is op single uitgebracht met "In de nacht" als B-kant.
Dankzij het succes van haar vorige hit Ik ben gelukkig zonder jou durfde Phonogram het aan een album met Vandenbos op te nemen. "Paleis met gouden muren" is de openingstrack van het album Conny Van den Bos. Het lied heeft hetzelfde thema als de vorige hit en andere nummers als 't Is genoeg en bezingt de situatie van een vrouw met slechte ervaringen in de liefde.
Hoewel Paleis met gouden muren de Top 40 niet wist te halen, is het toch een van de bekendere werken van Vandenbos. Het heeft enkele keren de NPO Radio 2 Top 2000 gehaald.

## NPO Radio 2 Top 2000
| Nummer met noteringen in de NPO Radio 2 Top 2000 | '99  | '00-'04 | '05 |
| ------------------------------------------------ | ---- | ------- | --- |
| Paleis met gouden muren                          | 1746 | -       | 465 |

1. ↑  Een '-' betekent dat het nummer niet was genoteerd en een vetgedrukt getal geeft de hoogste notering aan.
2. ↑  Deze tabel is bijgewerkt tot en met de laatste editie (2024).